# Рончна
Ро́нчна (пол. Rączna) — село в Польше в сельской гмине Лишки Краковского повета Малопольского воеводства.

## География
Село располагается в 4 км от административного центра гмины села Лишки и в 14 км от административного центра воеводства города Краков. Село связано с Краковом автобусными маршрутами № 239, 259, доходящими до краковского района Сальватор.
В 1975—1998 годах село входило в состав Краковского воеводства.

## Население
По состоянию на 2013 год в селе проживало 1810 человек.
| 2010 | 2013 |
| ---- | ---- |
| 1790 | 1810 |

| Перепись  | Всего   | Всего | Женщины | Женщины | Мужчины | Мужчины |
| --------- | ------- | ----- | ------- | ------- | ------- | ------- |
| Единицы   | человек | %     | человек | %       | человек | %       |
| Население | 1810    | 100   | 941     |         | 869     |         |

## Достопримечательности

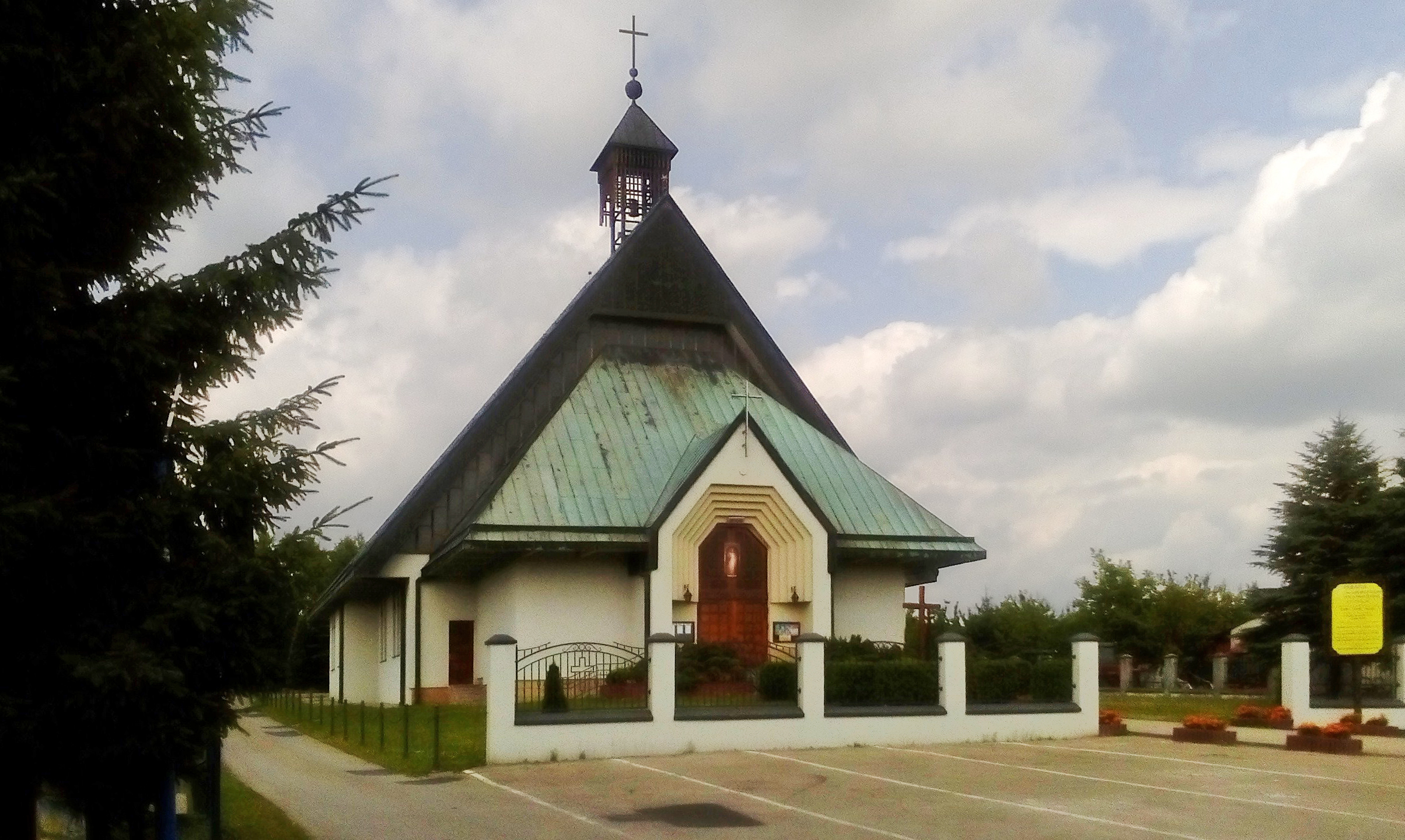
Католическая церковь, построенная в 1984 году

- Католическая церковь, построенная в 1984 году.